# Posh (linguistica)
Posh è un termine della lingua inglese utilizzato per indicare persone, oggetti o ambienti di alta classe, con riferimento sia a modi di parlare, agire, vestire particolarmente signorili, sia a beni o contesti di grande lusso.
L'origine del termine è incerta; leggenda vuole che sia un acronimo con cui venivano indicati quei viaggiatori benestanti del Regno Unito che, nel recarsi via nave nelle colonie delle Indie a partire dall'800, prenotavano sempre la cabina più confortevole anche dal punto di vista dell'esposizione al sole, cioè posta a babordo (port) all'andata, e a tribordo (starboard) nel ritorno a casa: Port Out, Starboard Home; tale scelta avrebbe infatti permesso di godere del sole nelle prime fasi del viaggio dal Regno Unito all'oriente, per passare all'ombra nella parte del viaggio a latitudini più calde, e viceversa al ritorno (oltre a ciò si volgeva così maggiormente la vista verso le varie suggestive coste, che verso il monotono mare aperto).
Altre ipotesi indicano il termine quale uno slang per swish (elegante), smart (intelligente) e stylish (alla moda), o - con accezione negativa - dandy.